# 미사키코엔역 (효고현)
미사키코엔역(일본어: 御崎公園駅, みさきこうえんえき)은 일본 효고현 고베시 효고구에 있는 고베 시영 지하철 가이간 선의 역이다. 역 번호는 K07이다.
역 이미지 주제는 "VIVID PARK SIDE STATION"이다.

## 역 구조
섬식 승강장 2면 3선의 지하역이다. 지하 1층에 대합실과 개찰구가 있고 지하 2층에 승강장이 있다. 지하 2층의 승강장은 차고의 입출고 시 대비를 위해서 가이간 선에서는 유일하게 2면 3선의 구조이다. 중앙의 선로는 이벤트 개최 시 다수의 이용객이 있을 때 양쪽에서 차량에 승차할 수 있는 구조로 되어 있다. 야간 주박의 운용이 있다.
개찰구는 동쪽 개찰구와 서쪽 개찰구, 가이간선에서 유일하게 두 개가 있다. 두 개찰구 사이는 개찰구 밖에서도 지하 통로로 연결되어 있으며, 지상으로 나가는 출구는 1~3번이 있다. 엘리베이터는 2번 출구에 설치되어 있으며, 이 출구가 미사키 공원 야구장(노에비아 스타디움 고베)과 가깝다.
역은 효고 운하에 둘러싸인 주・공・상 복합지구에 있으며, 주변 하마야마 지구는 '하마야마 지구 토지 구획 정리 사업'이 진행되어 도로 확장, 공원 정비와 그 주변에 새로운 공동주택 건설이 진행되고 있어 마을의 모습이 일변하고 있다. 또한, 앞서 언급한 노에비아 스타디움 고베가 건설되어 축구 및 이벤트 개최 시에는 미사키 공원과 함께 붐비기 때문에 역의 이미지 테마를 'VIVID・PARK-SIDE・STARION'(생동감 넘치는 공원에 접한 역)으로 정했다. 홈의 맞은편 벽면에는 스포츠가 가진 날카롭고 역동적인 디자인을 도입하여 새로운 경기장과 공원에 대한 기대감을 높이고자 했다. 또한, 중앙광장에는 역의 중심이 되는 '중앙광장'을 마련하고, 원형의 볼트 천장을 설치함과 동시에 바닥에는 그에 어울리는 원형 패턴 디자인을 적용해 기둥 디자인과 함께 활기차고 즐거운 공간을 연출했다. 또한 그 중앙에 바다신 포세이돈의 조각을 설치했다.

### 승강장
| 승강장 | 노선      | 행선                        | 비고        |
| ------ | --------- | --------------------------- | ----------- |
| 1      | 가이간 선 | 산노미야하나도케이마에 방면 |             |
| 2      | 가이간 선 | 산노미야하나도케이마에 방면 | 일부 열차만 |
| 3      | 가이간 선 | 신나가타 방면               | 일부 열차만 |
| 4      | 가이간 선 | 신나가타 방면               |             |

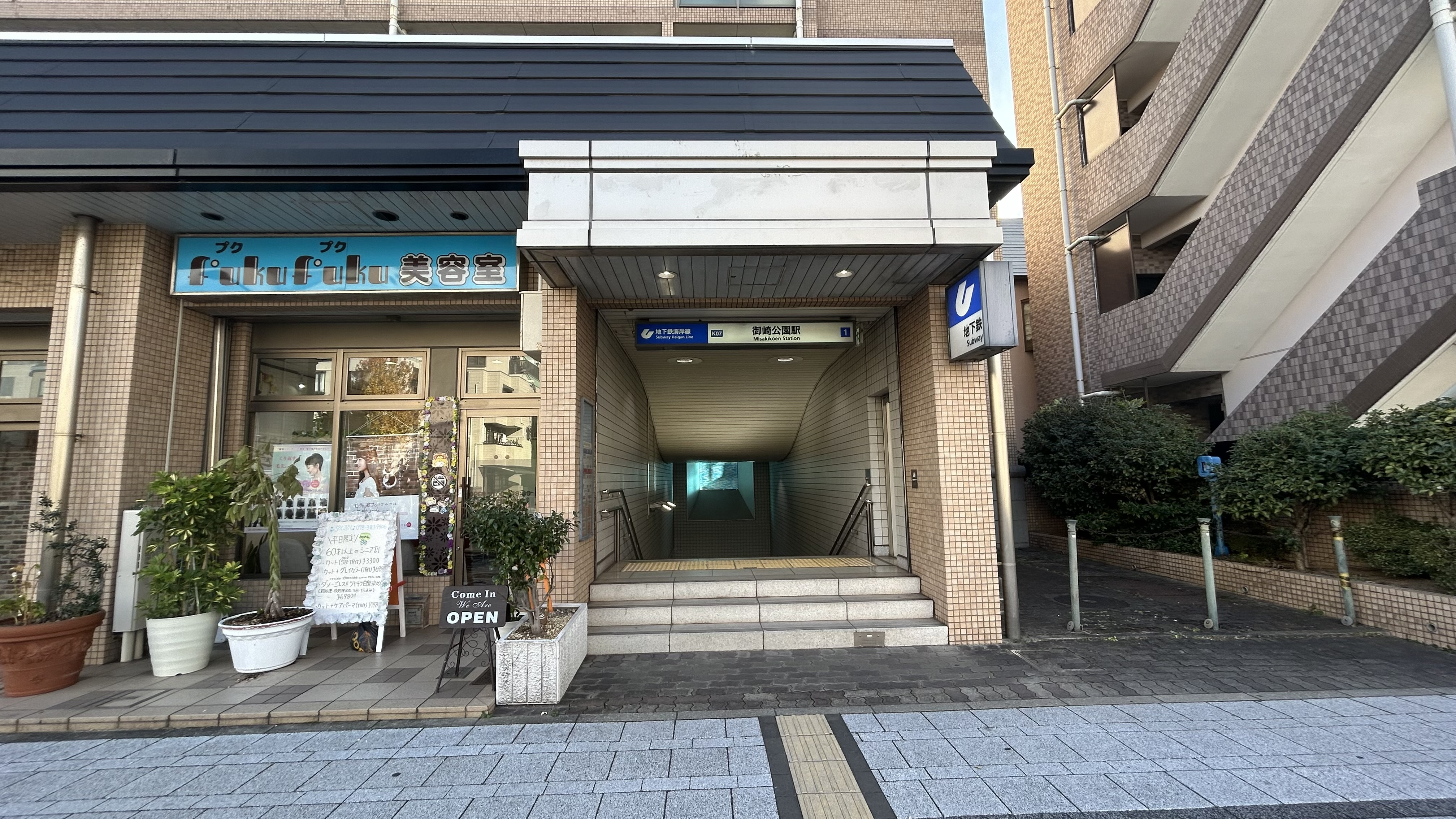
1번 출입구
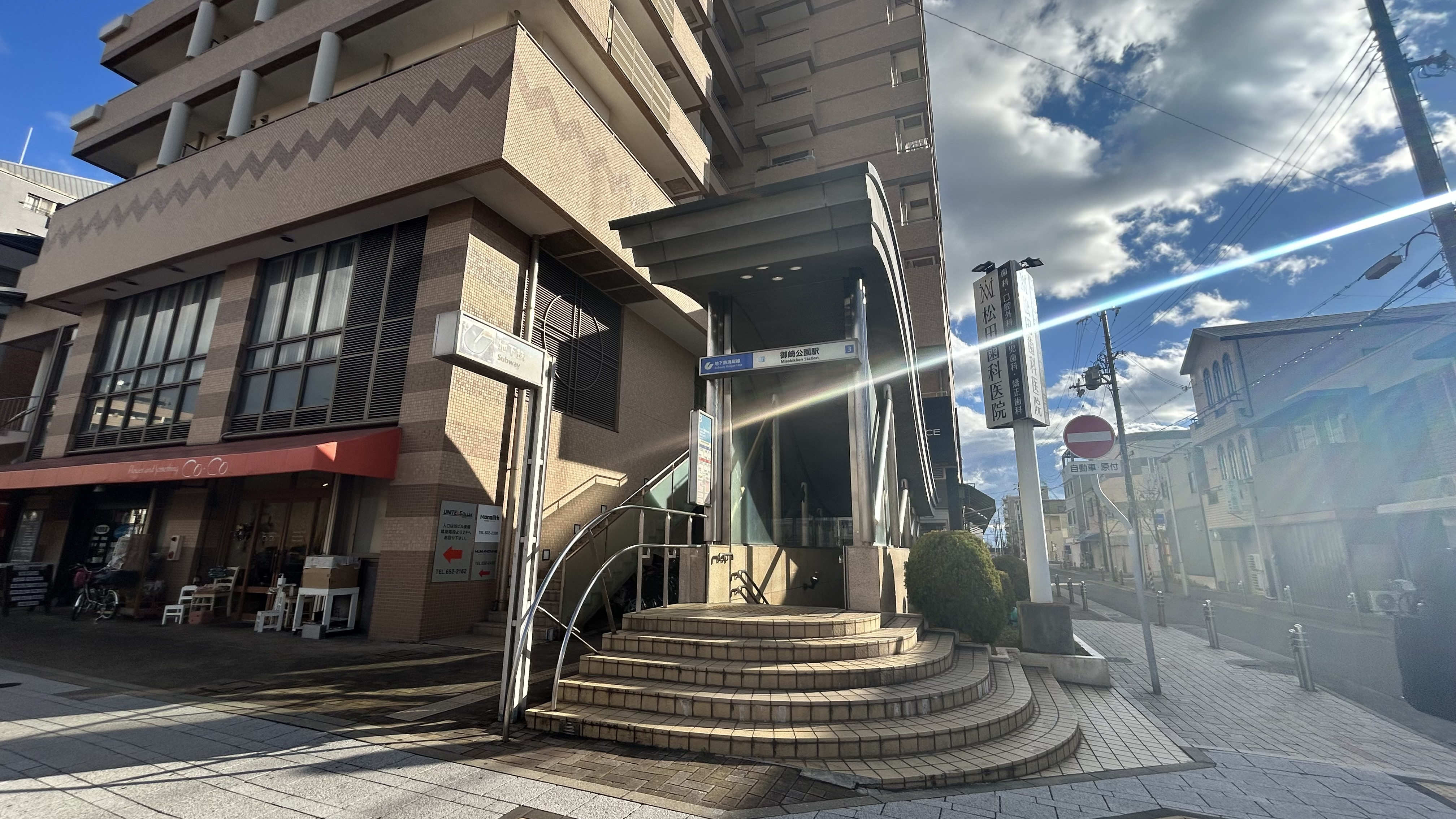
3번 출입구
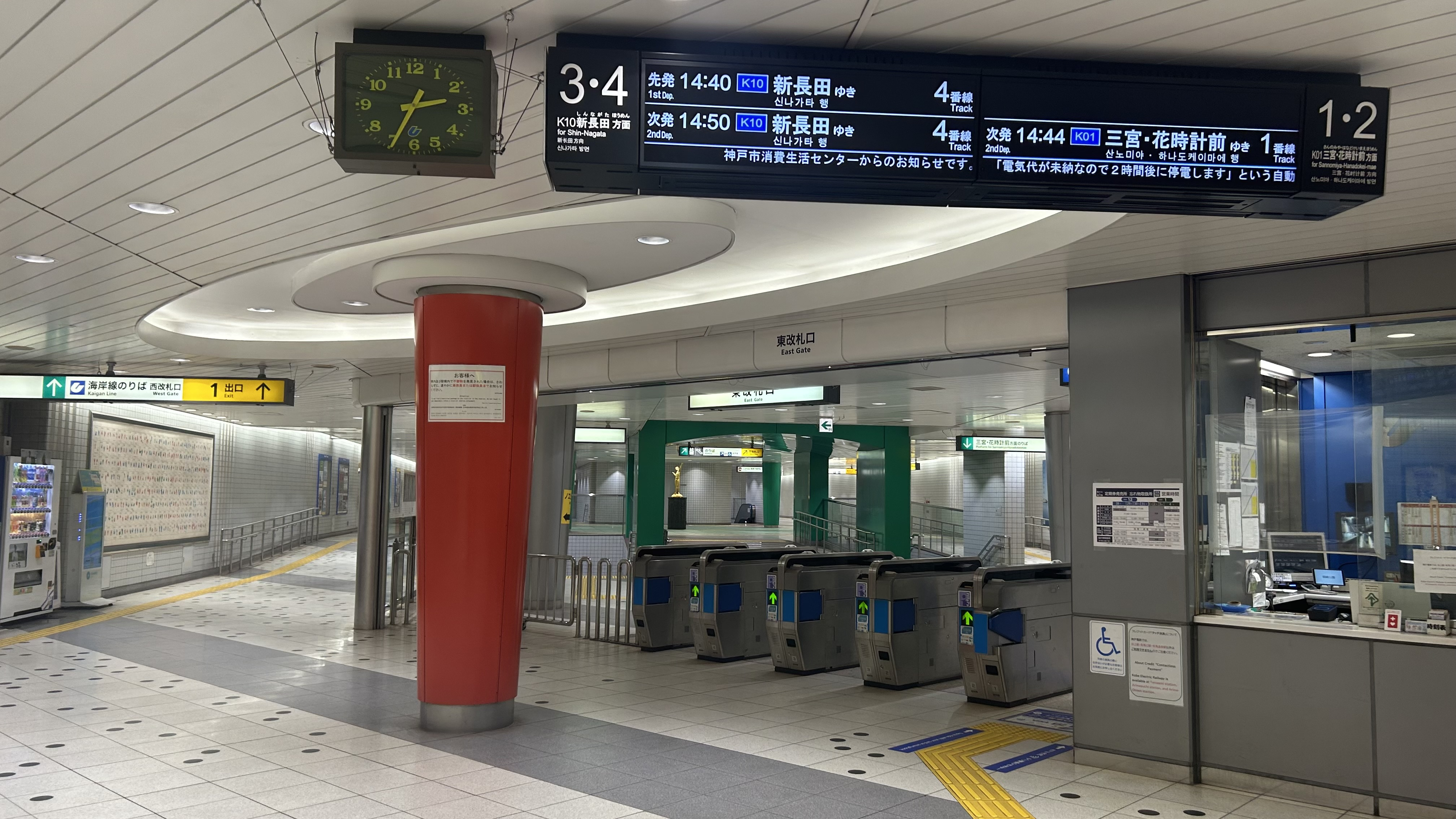
동쪽 개찰구
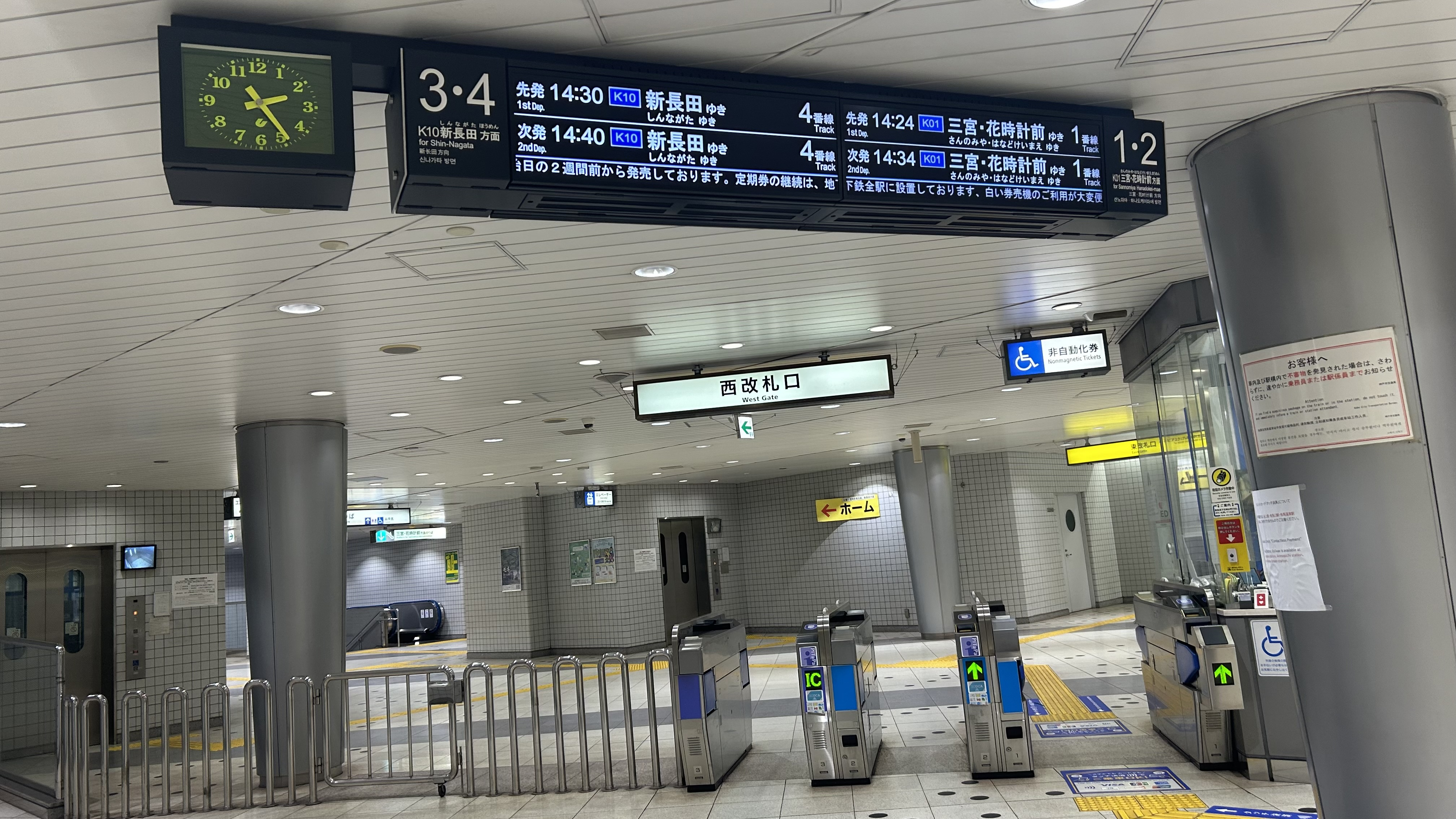
서쪽 개찰구
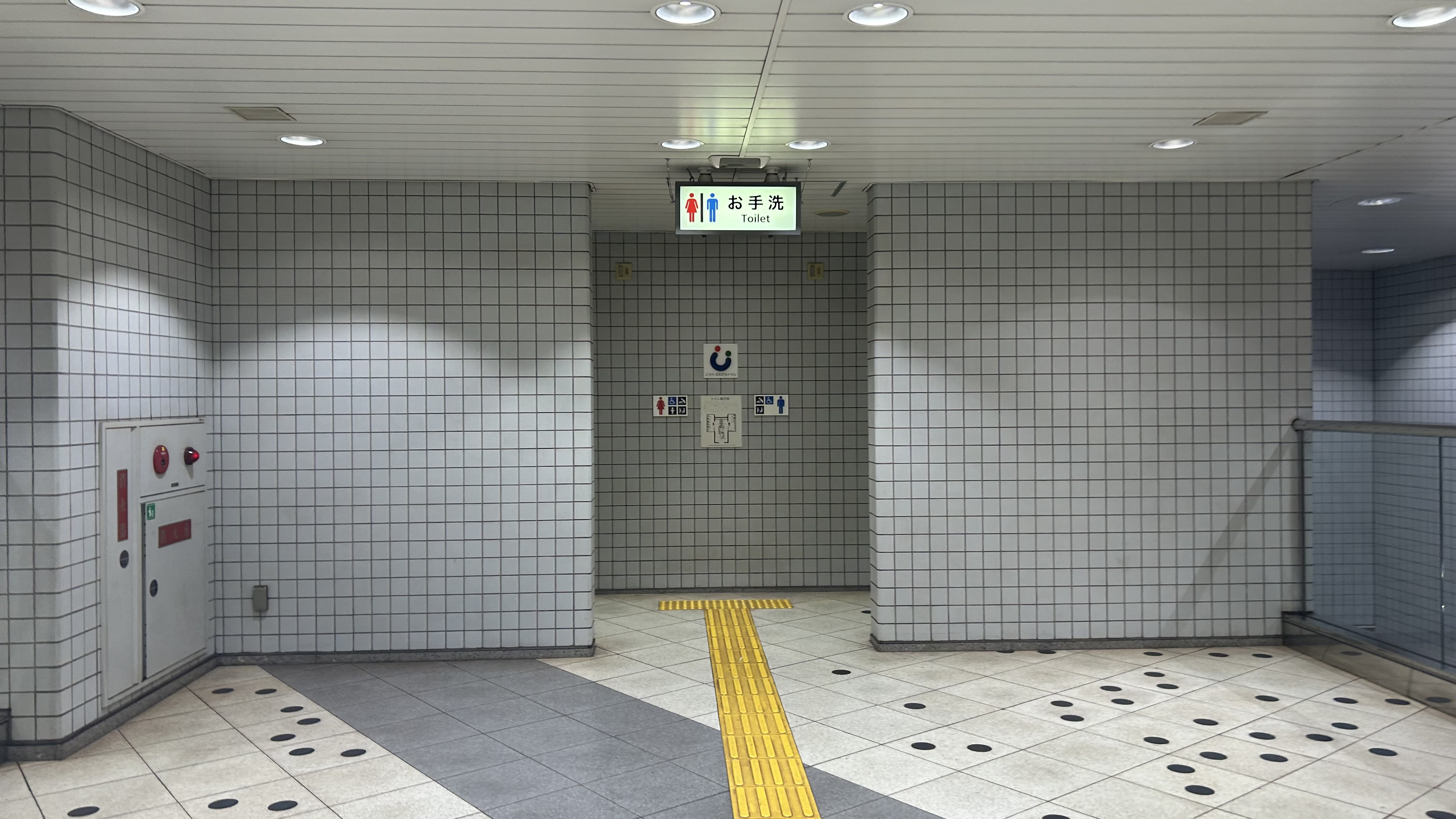
화장실
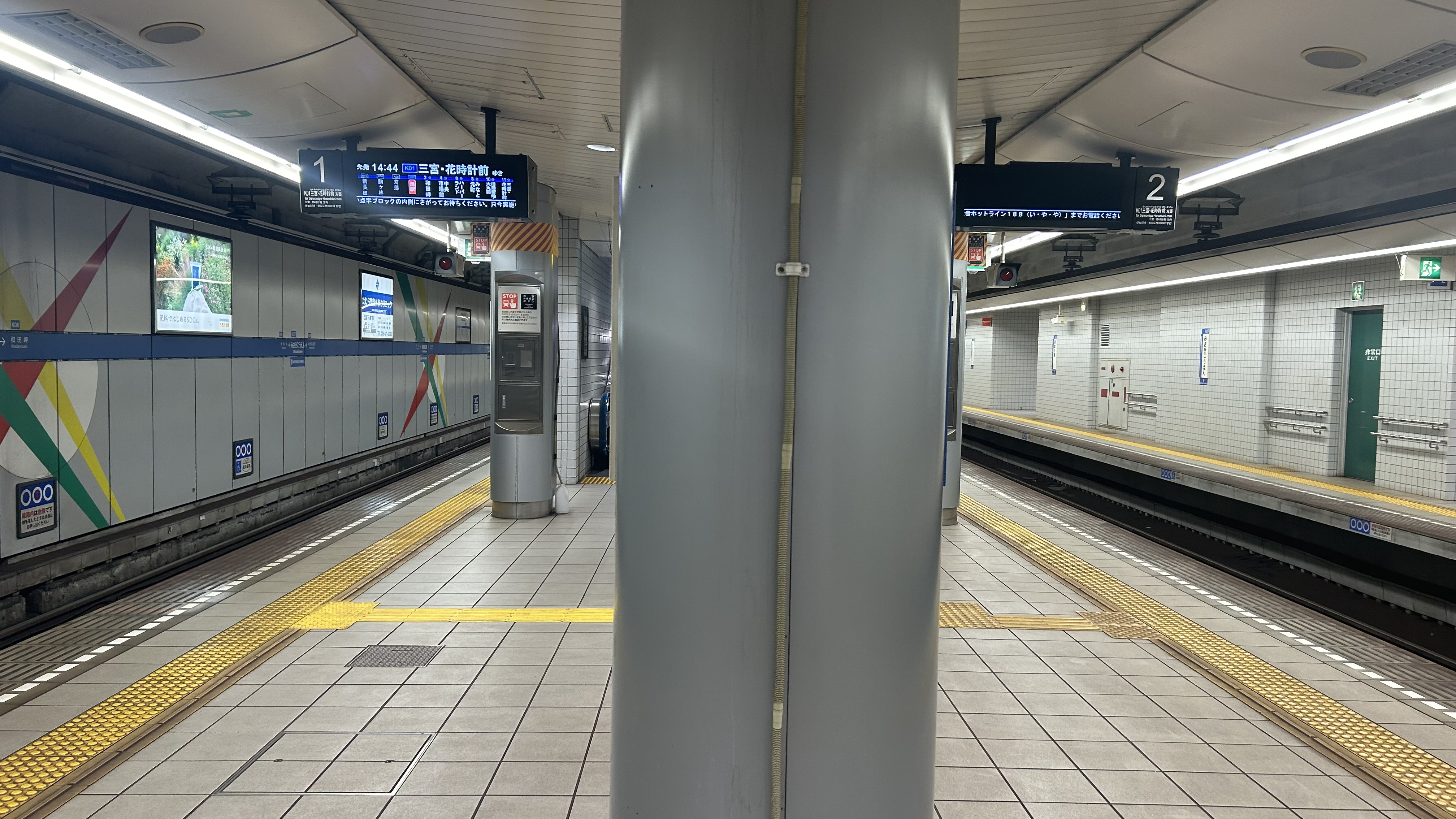
1번・2번 승강장

## 역 주변
- 미사키 공원
  - 미사키 공원 구기장 (명명권에 의하여 "노에비아 스타디움 고베"라 불리고 있다.)
- 도야하마 구장
- 미사키 차량기지
- 고베 백주년 기념 병원
- 가와사키 중공업 차량 컴퍼니

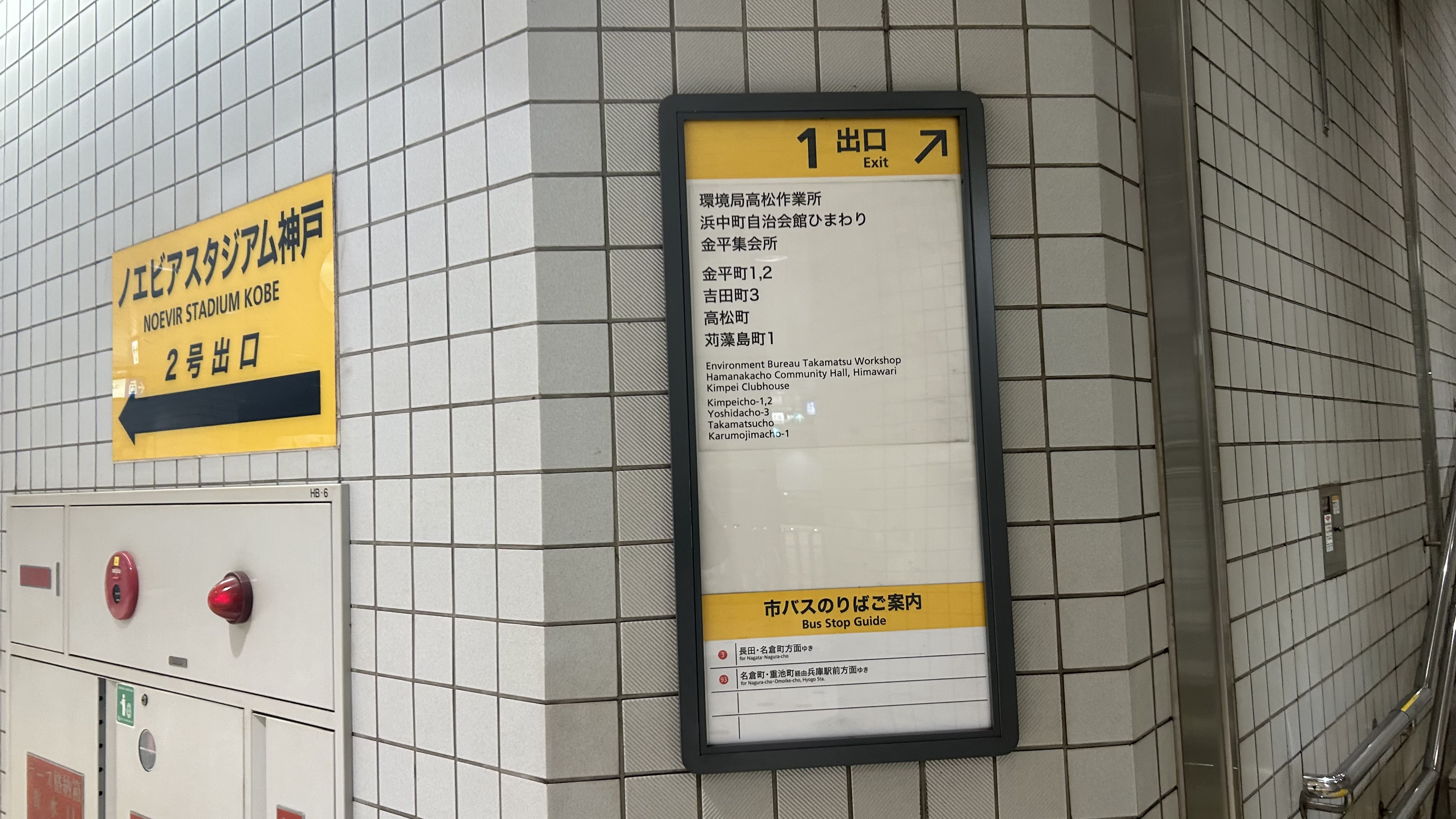
1번 출구 안내
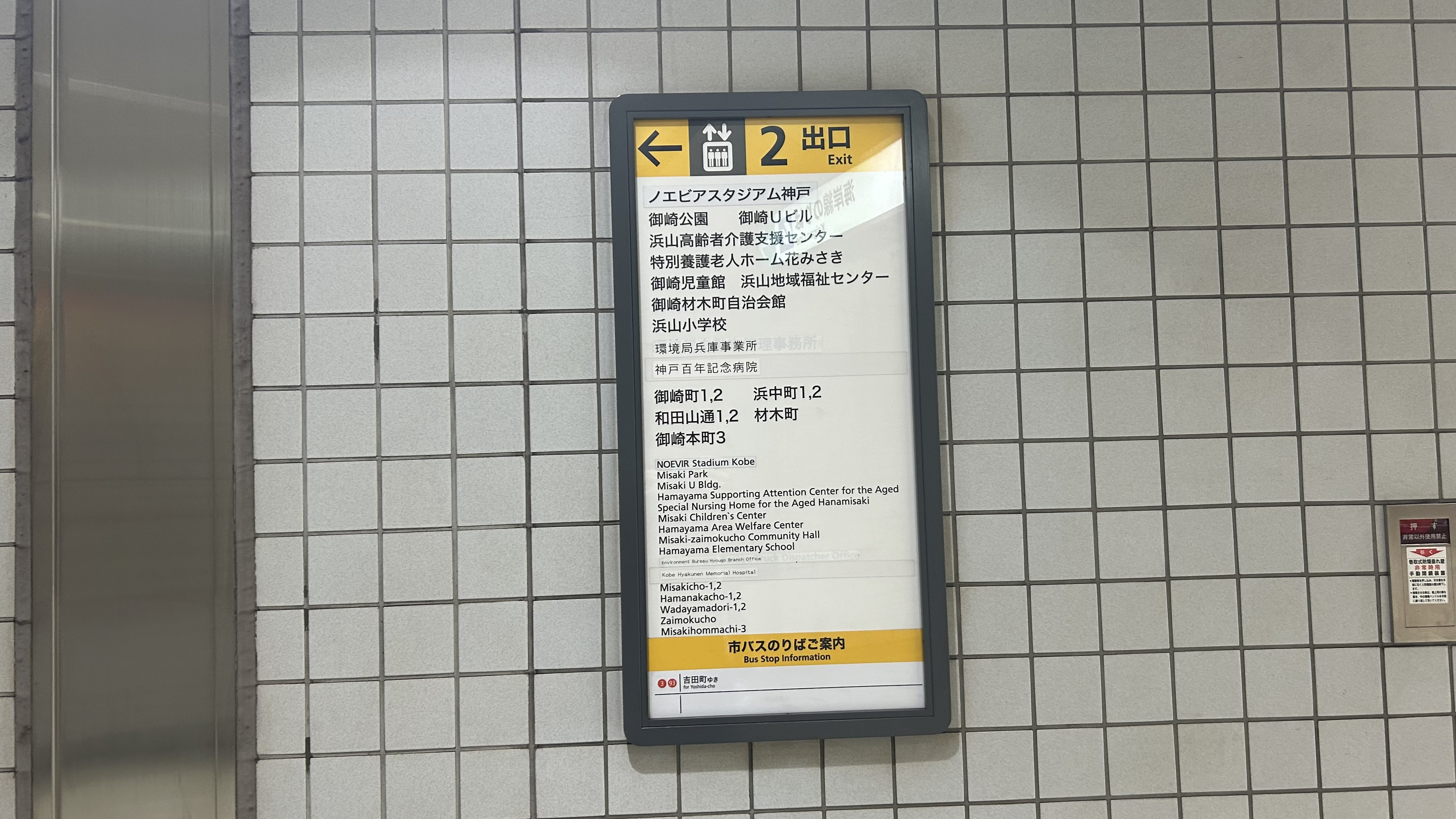
2번 출구 안내
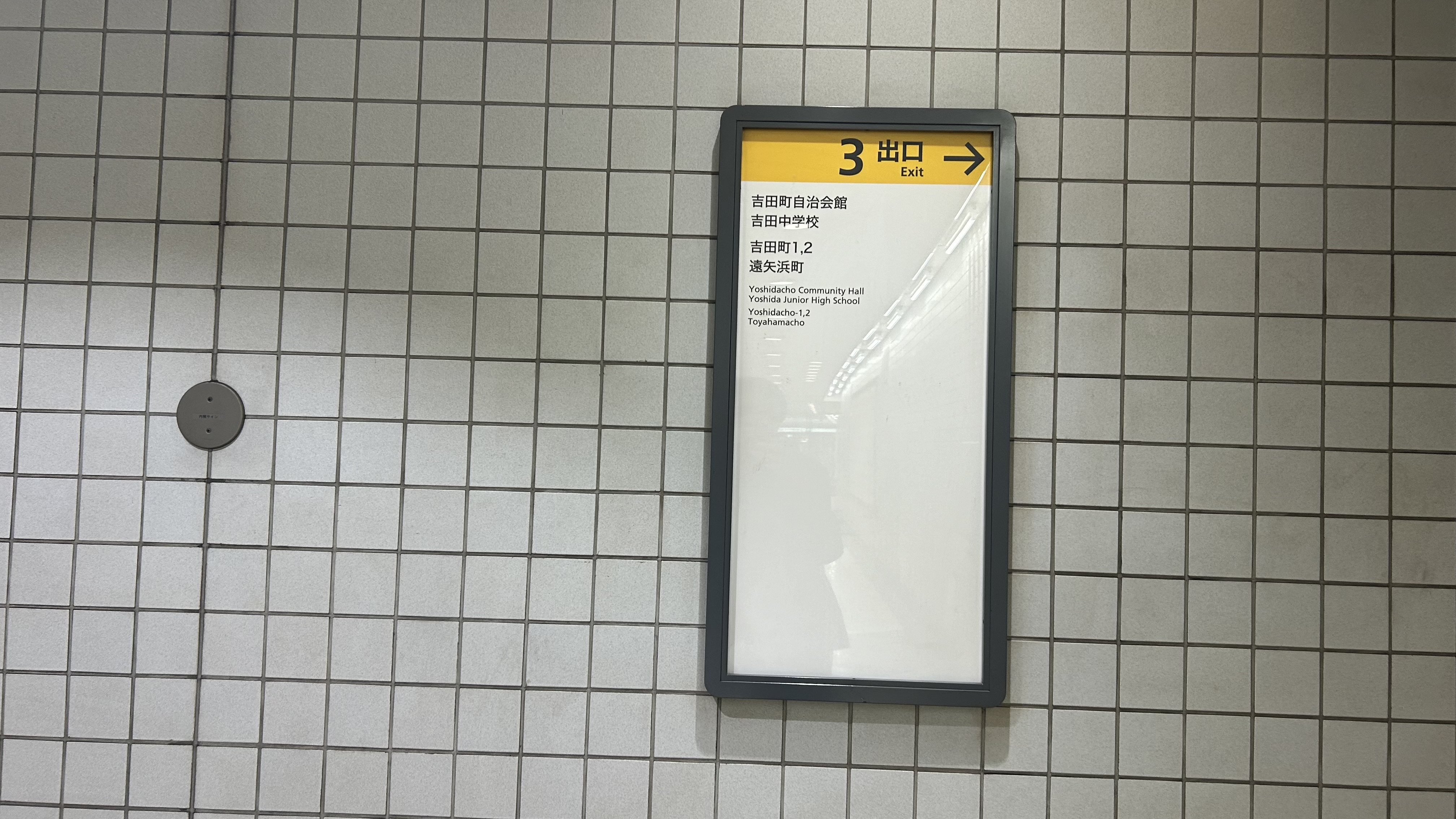
3번 출구 안내

## 버스 노선
- 고베 시 버스 요시다초 2초메 또는 킨 가네히라초 버스 정류장
- 3계통: 요시다초 1초메 차도
- 3계통 (순환): 히가시시리이케 2초메 → 지하철 나가타 역 앞 → 우나쿠라초 → 유메노초 2초메 → 신카이치 → 와다미사키 방면
- 3계통 (순환): 와다미사키 → 신카이치 → 유메노초 2초메 → 우나쿠라초 → 지하철 나가타 역 앞 → 히가시시리이케 2초메 방면

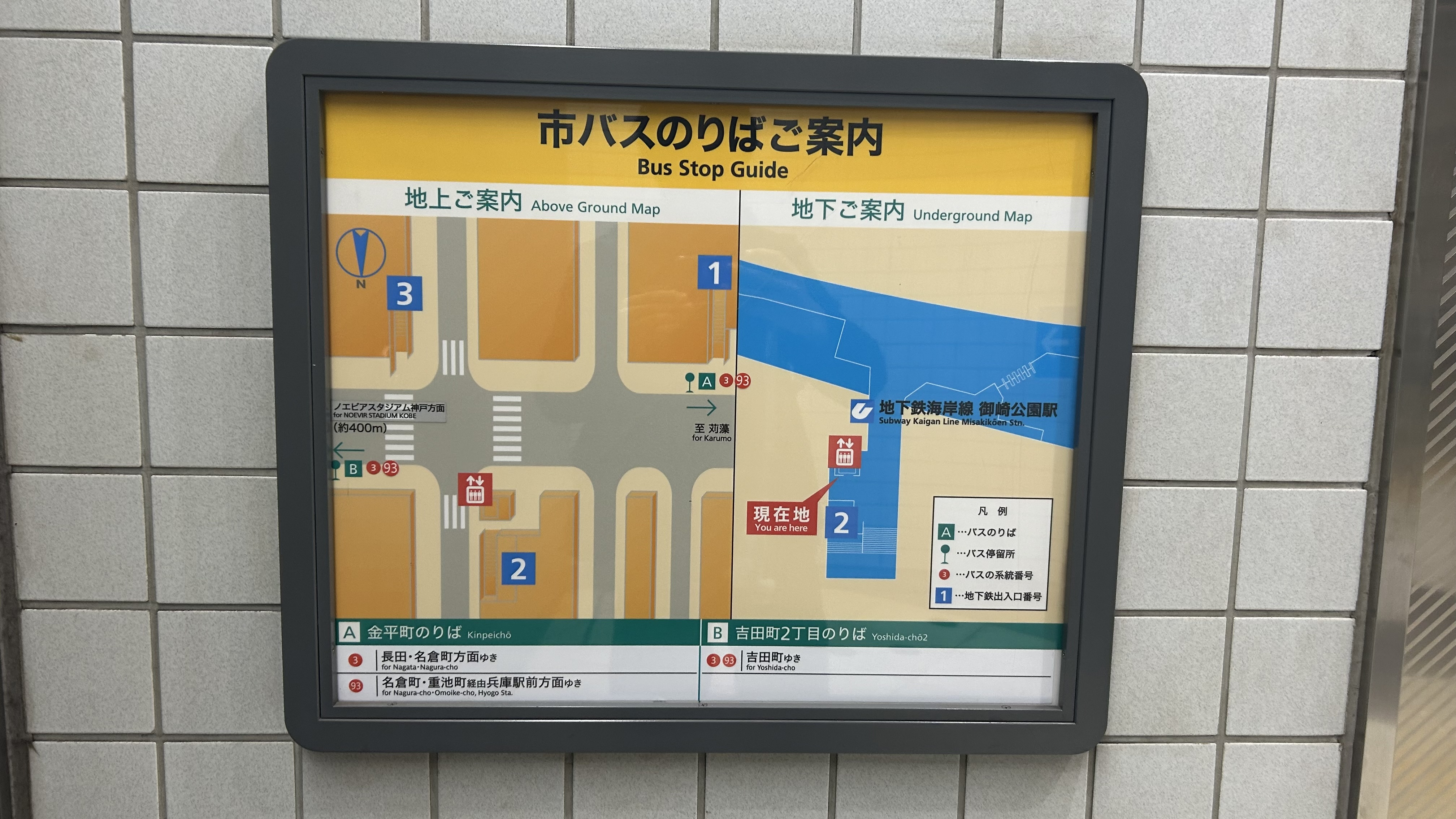
시버스 안내

## 역사
- 2001년 7월 7일: 영업 개시.

## 에피소드
역 플랫폼의 1번 승강장 및 구내는 영화 "교섭인 마시타 마사요시"의 촬영에 사용되었고 극중에서는 "TTR도요초 역"으로 등장했다.

## 인접역
| 고베 시 교통국 가이간 선                    | 고베 시 교통국 가이간 선 | 고베 시 교통국 가이간 선  |
| ------------------------------------------- | ------------------------ | ------------------------- |
| K 06 와다미사키 산노미야하나도케이마에 방면 |                          | 가루모 K 08 신나가타 방면 |